# Riserva naturale Piani Eterni - Errera - Val Falcina
La riserva naturale Piani Eterni - Errera - Val Falcina è un'area naturale protetta situata nella provincia di Belluno. La riserva occupa una superficie di 5.463,00 ettari ed è stata istituita nel 1975.